# 335968 Xiejin
335968 Xiejin è un asteroide della fascia principale. Scoperto nel 2007, presenta un'orbita caratterizzata da un semiasse maggiore pari a 3,1412593 au e da un'eccentricità di 0,2159405, inclinata di 16,40890° rispetto all'eclittica.